# 함족

1932년의 인종 분류 지도. 짙은 푸른색으로 표시된 것이 함족을 가리킨다.

함족(Hamites)은 서북부의 마그레브로부터 에티오피아·사하라·사헬·수단 지역·누비아·홍해 연안을 포함하는 아프리카 동북부에 살며 셈족에 포함되지 않는 사람들을 가리키는 인종 분류이다. 큰 키와 폭이 좁은 코, 갈색 피부를 지니고 낙타와 양, 염소 등을 키우며 산다. 과거 이들의 언어를 통틀어 함어라고 하여 셈어와 함께 함셈어족을 이룬다고 추정되었다.
현재에는 "함족"이라는 개념이 잘 쓰이지 않고 있다. 주로 서북부의 베르베르족과 북동부의 쿠시어파 제족, 에티오피아인, 누비아인, 이집트인들을 가리키는 용어로 쓰이며, 베르베르계와 쿠시계는 구분되어 있다.

## 관련 민족
- 베르베르족
  - 투아레그족, 관체인
- 쿠시어파
  - 소말리족, 오로모인, 베자어
- 누비아인(나일사하라어족)
- 고대 이집트어

## 같이 보기
- 셈족
- 아프리카아시아어족